# 가시 (2012년 영화)
"가시"는 2012년에 개봉한 대한민국의 영화이다.

## 캐스팅
- 엄태구 : 권윤호 역
- 박세진 : 이서희 역
- 길해연 : 박희수 역
- 임학순 : 재식 역
- 윤채영 : 홍세경 역
- 윤수아 : 오지우 역
- 조하석 : 정주임 역
- 이지아 : 혜경 역
- 추귀정 : 연수 역
- 김미선 : 윤영 역
- 성병숙 : 세경 모 역
- 김정영 : 식당주인 역
- 김강현 : 영석 역
- 김재록 : 사채업자 역
- 조석현 : 이 형사 역
- 하태성 : 추 형사 역
- 정다원 : 정 형사 역
- 김도균 : 파출소 경찰 1 역 (특별출연)
- 조준형 : 403호 남자 역 (특별출연)
- 한나 : 403호 여자 역 (특별출연)